# Championnats d'Asie d'escrime 2009
Navigation
Édition précédente Édition suivante
Les 13es championnats d'Asie d'escrime se déroulent à Doha au Qatar du 14 au 19 novembre 2009.

## Médaillés
| Épreuves                               | Or              | Argent         | Bronze                   |
| -------------------------------------- | --------------- | -------------- | ------------------------ |
| Épée                                   |                 |                |                          |
| Hommes individuel résultats détaillés  | Park Kyoung-doo | Jung Seung-hwa | An Sung-ho Wang Feng     |
| Hommes par équipes résultats détaillés | Corée du Sud    | Kazakhstan     | Chine Japon              |
| Femmes individuel résultats détaillés  | Luo Xiaojuan    | Xu Anqi        | Jung Hyo-jung Oh Yun-hee |
| Femmes par équipes résultats détaillés | Corée du Sud    | Chine          | Hong Kong Japon          |
| Fleuret                                |                 |                |                          |
| Hommes individuel résultats détaillés  | Yūki Ōta        | Zhu Jun        | Ha Tae-gyu Kwon Young-ho |
| Hommes par équipes résultats détaillés | Japon           | Chine          | Corée du Sud Hong Kong   |
| Femmes individuel résultats détaillés  | Nam Hyun-hee    | Dai Huili      | Jeon Hee-sook Yuki Mori  |
| Femmes par équipes résultats détaillés | Corée du Sud    | Chine          | Hong Kong Japon          |
| Sabre                                  |                 |                |                          |
| Hommes individuel résultats détaillés  | Kim Jung-hwan   | Oh Eun-seok    | Zhong Man Koji Yamamoto  |
| Hommes par équipes résultats détaillés | Chine           | Japon          | Corée du Sud Kazakhstan  |
| Femmes individuel résultats détaillés  | Ni Hong         | Chow Tsz Ki    | Zhu Min Kim Keum-hwa     |
| Femmes par équipes résultats détaillés | Chine           | Corée du Sud   | Hong Kong Japon          |

## Tableau des médailles
| Rang  | Nation       | Or | Argent | Bronze | Total |
| ----- | ------------ | -- | ------ | ------ | ----- |
| 1     | Corée du Sud | 6  | 3      | 9      | 18    |
| 2     | Chine        | 4  | 6      | 4      | 14    |
| 3     | Japon        | 2  | 1      | 6      | 9     |
| 4     | Hong Kong    | 0  | 1      | 4      | 5     |
| 5     | Kazakhstan   | 0  | 1      | 1      | 2     |
| Total | Total        | 12 | 12     | 24     | 48    |